# Юозапайтис, Юргис
Ю́ргис Юозапа́йтис (лит. Jurgis Juozapaitis; род. 29 июня 1942, Шяуляйская волость, Литва) — литовский композитор. Брат Витаутаса Юозапайтиса.

## Биография
Ученик Юлюса Юзелюнаса. В 1968—1977 годах — звукорежиссёр Гостелерадио Литовской ССР. Обрабатывает литовские народные песни.

## Сочинения
- 1978 — опера «Морская птица»
- 1982 — балет «Андромеда»
- 1973 — симфония «Rex» для большого симфонического оркестра (посвящена Микалоюсу Чюрлёнису)
- 1974 — камерная симфония «Юрате и Каститис» для камерного ансамбля, магнитной ленты и 12-ти струнных
- 1977 — симфония «Zodiacus» для большого симфонического оркестра
- 1980 — «Эпитафическая музыка» для струнного оркестра, колоколов и литавр
- 1984 — «Эпитафическая симфония» для струнного оркестра
- 1986 — вокальная симфония «Родное слово» для смешанного хора и струнного оркестра (слова народные)
- камерно-инструментальные ансамбли
- произведения для различных инструментов
- романсы, песни
- музыка к спектаклям драматического театра

## Награды
- 1978 — Государственная премия Литовской ССР
- 2002 — Национальная премия Литвы по культуре и искусству
- 2009 — Кавалер ордена «За заслуги перед Литвой»[1]